# Dég
Dég est un village et une commune du comitat de Fejér en Hongrie.

## Personnalités liées
- Sándor Festetics (1882-1956), noble et homme politique hongrois y est né